# Nitrome
Nitrome Limited, communément appelée Nitrome, est une société de développement de jeu vidéo créée en 2005[réf. nécessaire] et basée à Londres, en Angleterre. 
La société s'est fait connaître avec ses jeux sur navigateur Internet, développés en Flash (jusqu'à l'arrêt du support de cette technologie sur les principaux navigateurs) puis en HTML5, ainsi que ses jeux pour mobile. Ses graphismes en pixel art sont caractéristiques.

## Histoire
Nitrome trouve son origine dans une conversation entre les graphistes Mat Annal et Heather Stancliffe, au cours de laquelle Mat Annal suggère à son amie de créer un jeu pour téléphones mobiles. Heather Stancliffe est d'abord hésitante, mais se laisse convaincre que ce jeu pourrait connaître un certain succès. 
La première version du site Internet est lancée le 3 avril 2005, et contient une vidéo de présentation de Chick Flick, leur projet de jeu. Le frère de Mat Annal, Jon Annal, rejoint l'équipe de Nitrome le 20 mai 2005 pour lui faire profiter de ses compétences en pixel art.
Après avoir sorti plus de 130 titres gratuits à jouer sur son site, le studio connaît des difficultés lors de l'essor rapide des jeux sur mobile, qui font de l'ombre aux jeux sur navigateur : Nitrome passe près de la faillite Ses créateurs commencent à produire également des jeux pour mobile comme Icebreaker: A Viking Voyage (2013), ou encore Super Leap Day (2021)
En 2018, le studio sort son premier titre sur console avec Bomb Chicken sur Nintendo Switch. Cette sortie est suivie de celles de Gunbrick: Reloaded (2020) et de Shovel Knight Dig (2022).

## Jeux sur navigateur
Le site officiel du studio héberge l'intégralité des jeux sur navigateur de Nitrome depuis sa création. 
Certains jeux sont aussi sur le site Internet Miniclip.

## Jeux
Par ordre chronologique (du plus ancien au plus récent) :
- Hot Air
- Sandman
- Chick Nanobots
- Off the Rails
- Headcase
- Pest Control
- Twang
- Thin Ice
- Snow Drift
- Jack Frost
- Aquanaut
- Dirk Valentine
- Magneboy
- Cheese Dreams
- Knuckleheads
- Skywire 2
- Small Fry
- Mutiny
- Final Ninja
- Onekey
- Mallet Mania
- Dog House
- Numbskull
- Bomba
- Flipside
- Toxic 2
- Fat Cat
- Frost Bite 2
- Icebreaker
- Pixel Pop
- Flash Cat
- Twin Shot
- Mirror Image
- Glassworks
- Icebreaker Red Clan
- Rustyard
- Final Ninja Zero
- Powerup
- Droplets
- Double Edged
- Castle Corp
- Parasite
- Twin Shot 2
- Rockitty
- Nebula
- Cave Chaos
- Graveyard Shift
- Cold Storage
- Icebreaker Gathering
- Avalanche
- B.C.Bow Contest
- Rubble Trouble New York
- Skywire VIP
- Blast RPG
- Tiny Castle
- Chisel
- Bullethead
- Fault Line
- Ribbit
- Worm Food
- Temple Glider
- Sky Serpents
- Enemy 585
- Super Treadmill
- Bad Ice-Cream
- Rush
- The Bucket
- Canary
- Test Subject Blue
- Chisel 2
- Knight Trap
- Steamlands
- Test Subject Green
- Silly Sausage
- Test Subject Arena
- Office Trap
- Rubble Trouble Tokyo
- Canopy
- Mega Mash
- Steamlands Player Pack
- Stumped
- Nitrome Must Die!
- Lockehorn
- Rubble Trouble Moscow
- Lockehorn Battle Mode
- Rainbogeddon
- Swindler
- Skywire VIP Extended
- Gunbrick
- Cave Chaos 2
- Hot Air Jr
- J-J-Jump
- Skywire VIP Shuffle
- Calamari
- Turnament
- Swindler 2
- Ice Beak
- Bad Ice-Cream 2
- Plunger
- Super Stock Take
- Test Subject Complete
- Colour Blind
- Oodlegobs
- Test Subject Arena 2
- Cheese Dreams New Moon
- Bad Ice Cream 3
- changeType()
- Ditto
- Flue

Les mini-jeux :
- Gift Wrapped
- Magic Touch
- Go Go Ufo
- Snot Put
- Cosmic Cannon
- Squawk
- Snot Put 2
- Super Snotput

Les démos : 
- Chease Dreams Demo
- Hot Air Jr Demo
- Fightless

Sur iOS :
- Super Feed Me
- Icebreaker: A Viking Voyage
- Leap Day

## Apparence du site
Le graphisme du site de Nitrome pouvait être personnalisé avec 15 "skins" différents : Classic, Winter, Retro, Horror, Party, Snowman, Factory, Icetemple, NES, Steampunk, Nitrome 2.0., 100th Game, Touchy, Icebreaker et Avalanche.